# 미국 하원 파견대표
미국 하원 파견대표(delegate) 또는 투표권이 없는 의회 구성원이란 미국의 준주나 워싱턴 D.C.에서 선출하는 본회의 표결권이 없고 상임위원회 참가권이 있는 자를 말한다. 준주나 D.C.마다 1명씩 선출한다. 푸에르토리코에서는 상주대표(resident commissioner)라고 한다. 그리고 체로키족과 촉토족은 대표를 보낼 권리를 보유하고 있다. 조약에 의해 권리가 있으나 행사하지 않았다.
그러나 2010년대 후반에 들어 체로키족의 체로키 네이션에서 킴벌리 티히(Kimberly Teehee)를 지명하였다. 다른 체로키 부족도 따로 파견대표를 임명하였고, 아직 미국 하원은 어떤 사람이 체로키족을 대표해야 할지 결정하지 않았다.